# Biserica Sfânta Ecaterina din Timișoara
Biserica Sfânta Ecaterina din Timișoara (în germană Katharinenkirche, colocvial Innerstädter Pfarrkirche, în trad. "Biserica parohială din Cetate") este un lăcaș de cult catolic, monument istoric (cod LMI TM-II-m-A-06123), situat în Timișoara, pe strada Bolyai nr. 4. În prezent biserica deservește comunitatea slovacă catolică din Timișoara.

## Istoric

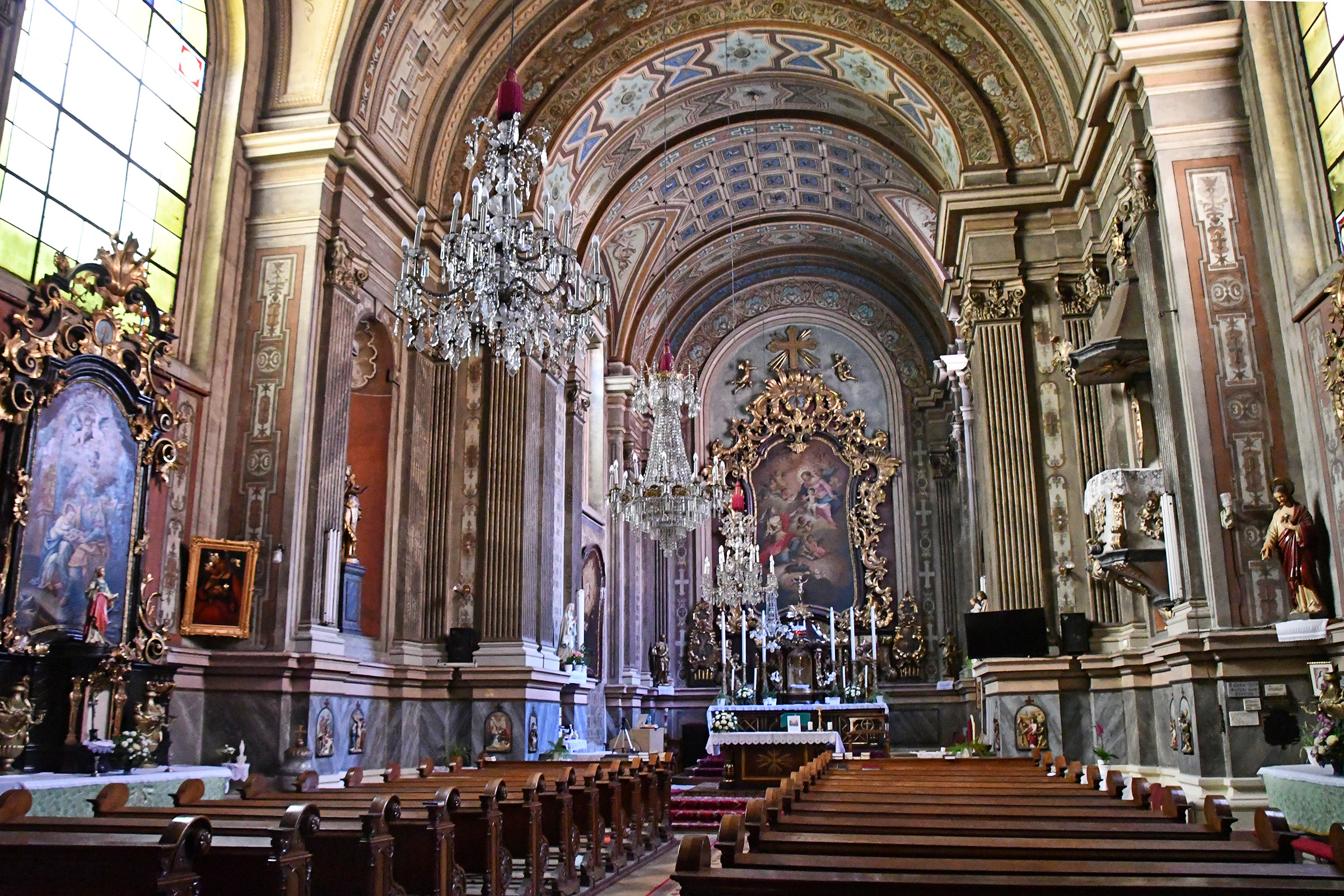
Interiorul (2013)

Biserica Sfânta Ecaterina este succesoarea bisericii franciscane medievale. În cripta bisericii medievale a fost înhumată în secolul al XIII-lea regina Maria de Bytom⁠(en)[traduceți], soția lui Carol Robert de Anjou. Conform altor surse, regina Maria doar ar fi decedat la Timișoara și ar fi fost înmormântată la Alba Regală.
Biserica a fost transformată în moschee în timpul ocupației otomane.

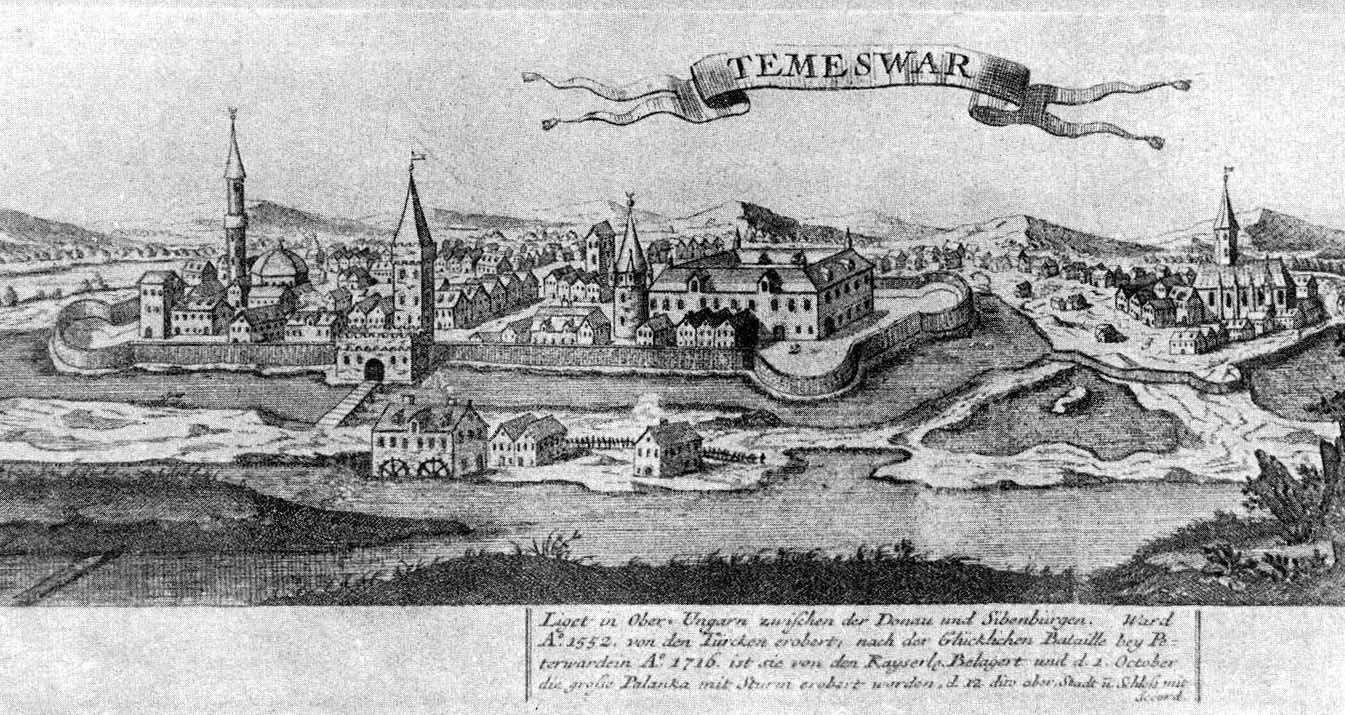
Litografie din 1716. În dreapta, în afara cetății, se poate observa Biserica gotică Sfânta Ecaterina

După eliberarea Banatului de către Eugeniu de Savoia (1716) edificiul a fost folosit ca depozit de sare, apoi ca pulberărie. În 1722 a reintrat în posesia franciscanilor. Clădirea a fost demolată în anul 1757, cu ocazia extinderii fortificațiilor cetății. Pe locul bisericii demolate a fost ridicat în 1763 un obelisc în amintirea celor înmormântați acolo: Defunctis, quorum hic Cineres ac ossa recondo, Aeternam requiem ore et corde precare viator.

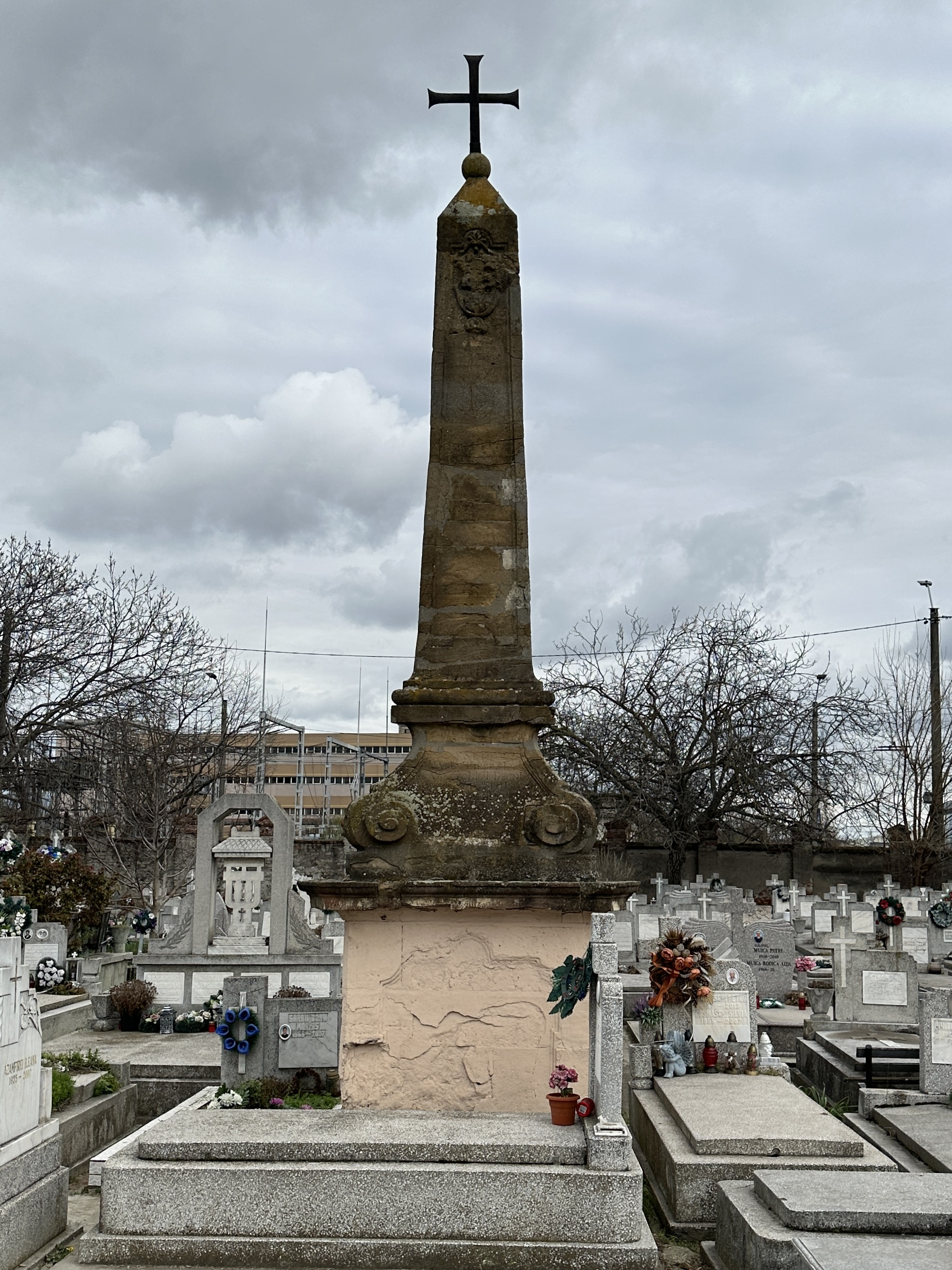
Obeliscul Sfânta Ecaterina în martie 2024

Obeliscul a fost deteriorat în timpul revoluției de la 1848-49 și restaurat în anul 1851. Până în anii 1930 a rămas pe amplasamentul inițial, în fața Școlii de Fete (în prezent Liceul Pedagogic „Carmen Sylva”). În anul 1933, cu ocazia lărgirii bulevardului C. D. Loga, obeliscul a fost mutat câțiva metri, înspre parc. În anii 1960 obeliscul, lăsat în paragină, a fost mutat în cimitirul din Calea Lipovei, unde se găsește până în prezent.

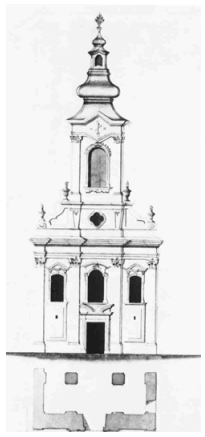
Schiță lui Johann Lechner a fațadei Bisericii Franciscane „Sfânta Ecaterina“, 1754

Biserica a fost construită între 1756 și 1774, pe locul unei foste mori cu boi, după planurile lui Johann Lechner.
Conform lui Swantje Volkmann, data finalizării, 1756, așa cum a fost introdusă inițial în literatură de către Preyer și ulterior preluată fără critică până în prezent, trebuie corectată. Inscripția de pe tavan și reprezentarea episcopului Lonovics ar putea indica începutul construcției. În timp ce Preyer a menționat doar că franciscanii au primit în dar două parcele pentru casă în Cetate și o moară cu boi, din partea statului, pentru construirea unei noi biserici și a unei mănăstiri, Binder menționa că pe loculbisericii se afla o moschee. Cu toate acestea, în scrisoarea Administrației din 30 octombrie 1752, în care superiorului franciscanilor i s-a comunicat că li se va lăsa franciscanilor "moara de boi din orașul respectiv, împreună cu terenul aferent, pentru construirea unei biserici și a unui mănăstiri", nu oferă nicio indicație despre existența vreunui lăcaș de cult. Cu toate acestea, Lechner a scris în propunerea sa de costuri din 24 februarie 1754, în care enumera materialele necesare pentru biserică, că este necesar "să se facă o nouă fundație și să se construiască sanctuarul împreună cu sacristia și corul până la o înălțime corespunzătoare; de asemenea, să se ridice zidurile vechi ale bisericii cu doi coti mai sus; de asemenea, să se construiască câțiva piloni noi în interiorul bisericii, să se zidească turnul și să se construiască sanctuarul, sacristia și corul și să se pună bolțile". Prin urmare, cel puțin pentru navă, s-au folosit vechile ziduri de fundație și exterioare. Lucrările de construcție ale bisericii și mănăstirii au continuat până în anii 1770 ai secolului al XVIII-lea. La 30 martie 1774, "Franciscanul Guardian Maximilian Gottfried, în numele mănăstirii locale", a solicitat "aprobarea pentru suma de 616 guldeni și 36 creițari pentru materialele necesare ale construcției mănăstirii și bisericii locale, în conformitate cu planurile și cerințele furnizate". Cererea a fost aprobată de Maria Terezia, dar plățile nu au fost efectuate. În octombrie 1774, Ordinul a repetat cererea. În anul următor, construcția mănăstirii și a bisericii ar fi putut fi finalizată, deoarece corespondența ulterioară nu mai menționează Ordinul și lucrările de construcție.
Clădirea, ca majoritatea celor din zonă, datorită terenului mlaștinos, a fost construită pe piloni de stejar, dar datorită lucrărilor de drenaj și fortificare, apa subterană a continuat să pătrundă. Pilonii aflați în contact cu aerul s-au deteriorat puternic, slăbind întregul ansamblu. Un cutremur din 1882 a cauzat daune ireparabile bisericii. Turnul a căzut în interior, bucăți mari ajungând până în cripta din pivniță. Primăria, în calitate de proprietar, a considerat că renovarea locului ar fi prea costisitore și a decis să demoleze pentru a construi o biserică nouă. Construcția noii biserici a început în 1887, după planurile arhitectului Camillo Sitte, iar la 25 noiembrie 1889 a fost inaugurată de pastorul Josef Brand.

## Descriere
Altarul principal, cu reprezentarea sfintei Ecaterina, patroana bisericii, a fost realizat în stil baroc, în anul 1761, de maestrul Ferdinand Schiessl din Viena.
Amvonul și mobilierul sacristiei provin din vechea biserică, demolată în 1757.